# Geissoloma
Geissoloma — рід квіткових рослин монотипної родини Geissolomataceae, що походить з Капської провінції ПАР. Рослини є ксерофітними вічнозеленими чагарниками та накопичують алюміній. Geissoloma marginatum — єдиний вид родини.

## Опис
Geissoloma marginatum — невисокий вічнозелений чагарник висотою ½-1¼ м, покритий великими, шкірястими, простими, лускоподібними супротивними листками, розташованими в чотири ряди вздовж стебла. На листових ніжках є дуже малі прилистки. Квітки двостатеві, зведені приквітками, мають чотири червоно-рожеві пелюсткоподібні чашолистки, чотири частково з'єднані пелюстки, вісім тичинок і чотири плодолистки. Плід — коробочка з чотирма насінинами.

## Філогенетика
Недавній філогенетичний аналіз дав наступне дерево:

|                          | Geissoloma                                               |
|                          |                                                          |
| родина Strasburgeriaceae | \| \| Ixerba \| \| \| \| \| \| Strasburgeria \| \| \| \| |
|                          | \| \| Ixerba \| \| \| \| \| \| Strasburgeria \| \| \| \| |
|                          | Ixerba                                                   |
|                          |                                                          |
|                          | Strasburgeria                                            |
|                          |                                                          |

|  | Ixerba        |
|  |               |
|  | Strasburgeria |
|  |               |